# مؤتمر الأمم المتحدة للتغير المناخي
مؤتمرات الأمم المتحدة للتغير المناخي، مؤتمرات سنوية تعقد في إطار اتفاقية الأمم المتحدة الإطارية بشأن التغير المناخي (UNFCCC). تعدّ بمثابة الاجتماع الرسمي للأطراف في اتفاقية الأمم المتحدة الإطارية بشأن التغير المناخي (مؤتمر الأطراف، كوب) لتقييم التقدم المحرز في التعامل مع التغير المناخي- بدءًا من منتصف التسعينيات- للتفاوض بشأن اتفاقية كيوتو لوضع التزامات ملزمة قانونًا للدول المتقدمة للحد من انبعاثات غازات الاحتباس الحراري.
عُرف كل مؤتمر من المؤتمرات منذ عام 2005 على أنها «مؤتمر الأطراف العامل كاجتماع للأطراف في اتفاقية كيوتو» (CMP)، إذ يمكن أيضًا للأطراف في الاتفاقية غير الأطراف في البروتوكول المشاركة في الاجتماعات المتعلقة بالبروتوكول كمراقبين. وُظّفت الاجتماعات بين عامي 2011 و2015 للتفاوض على اتفاقية باريس كجزء من منصة ديربان، والتي أوجدت مسارًا عامًا نحو العمل المناخي. يجب الإقرار بالموافقة على أي نص نهائي لمؤتمر الأطراف بتوافق الآراء.
انعقد أول مؤتمر للأمم المتحدة حول التغير المناخي في عام 1995 في برلين. ترتفع نسب نجاح المؤتمرات عندما تُعقد في أماكن مشمسة، وفقًا لسليم الحق أثناء حديثه خلال كوب 26 بعد حضوره لكل مؤتمرات الأطراف السابقة.

## 1995: كوب 1، برلين، ألمانيا
انعقد المؤتمر الأول للأطراف في اتفاقية الأمم المتحدة الإطارية بشأن التغير المناخي في الفترة من 28 مارس إلى 7 أبريل عام 1995 في برلين في ألمانيا.

## 1996: كوب 2، جنيف، سويسرا
انعقد مؤتمر الأطراف الثاني في الفترة من 8 إلى 19 يوليو عام 1996 في جنيف في سويسرا. أُشير إلى إعلانه الوزاري (ولكن لم يُعتمد) في 18 تموز يوليو 1996، والذي يعكس بيان موقف الولايات المتحدة الذي قدمه وكيل وزارة الشؤون العالمية السابق بوزارة الخارجية الأمريكية تيموثي ويرث في ذلك الاجتماع، والذي:
- 1.    تبنى النتائج العلمية بشأن التغير المناخي والتي قدمتها الهيئة الحكومية الدولية المعنية بتغير المناخ في تقييمها الثاني (1995).
- 2.    رفض توحيد «السياسات المنسقة» لصالح المرونة.
- 3.    دعا إلى «أهداف متوسطة المدى ملزمة قانونًا».

## 1997: كوب 3، كيوتو، اليابان
انعقد مؤتمر الأطراف الثالث في ديسمبر 1997 في كيوتو في اليابان. اعتُمدت اتفاقية كيوتو بعد مفاوضات مكثفة، والتي حددت الالتزام بخفض انبعاثات غازات الاحتباس الحراري لبلدان المرفق الأول، إلى جانب ما أصبح يعرف بآليات كيوتو مثل الاتجار بالانبعاثات وآلية التنمية النظيفة والتنفيذ المشترك. وافقت معظم البلدان الصناعية وبعض اقتصادات أوروبا الوسطى التي تمر بمرحلة انتقالية (جميعها مُعرَّفة على أنها بلدان المرفق ب) على تخفيضات ملزمة قانونًا في انبعاثات غازات الاحتباس الحراري بمتوسط 6-8% لتكون أقل من مستويات عام 1990 بين الأعوام 2008-2012، والتي تُعرَّف بأنها فترة ميزانية الانبعاثات الأولى. طُلب من الولايات المتحدة خفض إجمالي انبعاثاتها بمعدل 7% دون مستويات عام 1990، لكن الكونجرس لم يوافق على المعاهدة بعد أن وقعت عليها كلينتون. رفضت إدارة بوش البروتوكول بوضوح في عام 2001.

## 1998: كوب 4، بوينس آيرس، الأرجنتين
انعقد مؤتمر الأطراف الرابع في نوفمبر 1998 في بوينس آيرس في الأرجنتين. افُترض الانتهاء من القضايا المتبقية التي لم تُحل في كيوتو خلال هذا الاجتماع. ثبت أن تعقيد التوصل إلى اتفاق بشأن هذه القضايا وصعوبته أمر يستحيل التغلب عليه، واعتمدت الأطراف بدلاً من ذلك «خطة عمل السنتين» لتعزيز الجهود واستنباط آليات لتنفيذ اتفاقية كيوتو، على أن تكتمل بحلول عام 2000. عبرت الأرجنتين وكازاخستان خلال مؤتمر الأطراف الرابع عن التزامهما بتعهد خفض انبعاثات غازات الاحتباس الحراري، وهما أول دولتين غير مدرجتين في المرفق تقومان بذلك.

## 1999: كوب 5، بون، ألمانيا
انعقد مؤتمر الأطراف الخامس في الفترة ما بين 25 أكتوبر و5 نوفمبر عام 1999 في بون في ألمانيا. كان اجتماعًا تقنيًا في المقام الأول، ولم يتوصل إلى نتائج رئيسية.

## 2000: كوب 6، لاهاي، هولندا
انعقد مؤتمر الأطراف السادس في الفترة بين 13-25 نوفمبر عام 2000 في لاهاي في هولندا. تطورت المناقشات بسرعة إلى مفاوضات رفيعة المستوى حول القضايا السياسية الرئيسية. اشتمل ذلك على جدل كبير حول اقتراح الولايات المتحدة السماح بائتمان «مصرّفات» الكربون في الغابات والأراضي الزراعية التي من شأنها تلبية نسبة كبيرة من تخفيضات الانبعاثات الأمريكية بهذه الطريقة، والخلافات حول النتائج المترتبة على عدم الامتثال من قبل البلدان التي لم تحقق أهدافها لخفض الانبعاثات، والصعوبات في إيحاد حلول لكيفية حصول البلدان النامية على المساعدة المالية للتعامل مع الآثار الضارة للتغير المناخي، والوفاء بالتزاماتها بالتخطيط لقياس- وربما تقليل- انبعاثات غازات الاحتباس الحراري.
رفضت دول الاتحاد الأوروبي ككل، بقيادة الدنمارك وألمانيا، المواقف الوسطية في الساعات الأخيرة من مؤتمر الأطراف السادس، وانهارت المحادثات في لاهاي، رغم بعض التنازلات المتفق عليها بين الولايات المتحدة وبعض دول الاتحاد الأوروبي، وكذلك المملكة المتحدة. علق يان برونك، رئيس الدورة السادسة لمؤتمر الأطراف، مؤتمر الأطراف السادس الذي لم يخلص إلى اتفاق، على أمل استئناف المفاوضات لاحقًا. أُعلن لاحقًا أن اجتماعات الدورة السادسة لمؤتمر الأطراف (المسماة كوب 6 المكرر) ستُستأنف في بون في ألمانيا، في النصف الثاني من شهر يوليو، وحُدد موعد الاجتماع المنتظم اللاحق للأطراف في اتفاقية الأمم المتحدة الإطارية بشأن التغير المناخي- مؤتمر الأطراف السابع- في مراكش في المغرب، وذلك في أكتوبر-نوفمبر 2001.

## 2001: كوب 7، بون، ألمانيا
استؤنفت مفاوضات مؤتمر الأطراف السادس بين 17-27 يوليو 2001 في بون في ألمانيا، وأُحرز تقدم ضئيل في حل الخلافات التي أدت إلى طريق مسدود في لاهاي. عُقد هذا الاجتماع بعد أن أصبح جورج دبليو بوش رئيسًا للولايات المتحدة ورفض اتفاقية كيوتو في مارس 2001، ونتيجة لذلك، رفض وفد الولايات المتحدة في هذا الاجتماع، المشاركة في المفاوضات المتعلقة بالبروتوكول واختار القيام بدور المراقب في الاجتماع.
توصلت الأطراف الأخرى التي تفاوضت على القضايا الرئيسية، إلى اتفاق بشأن معظم القضايا السياسية الرئيسية، الأمر الذي أثار دهشة معظم المراقبين، نظرًا لتدني التوقعات التي سبقت الاجتماع. وتضمنت الاتفاقات ما يلي:
1.    الآليات المرنة: «آليات المرونة» التي فضلتها الولايات المتحدة بشدة عند وضع الاتفاقية في البداية، بما في ذلك الاتجار بالانبعاثات، والتنفيذ المشترك، وآلية التنمية النظيفة التي تسمح للبلدان الصناعية بتمويل أنشطة الحد من الانبعاثات في البلدان النامية كبديل للتخفيضات المحلية للانبعاثات. اتُفق-كعنصر أساسي لهذه الاتفاقية- ألا يكون هناك حد كمي للائتمان الذي يمكن لبلد أن يطالب به من استخدام هذه الآليات، شريطة أن يشكل الإجراء المحلي عنصراً هاماً في جهود كل بلد من البلدان المدرجة في المرفق ب لتحقيق أهدافه.
2.    مصرّفات الكربون: اتُفق على منح الائتمان للأنشطة الواسعة التي تمتص الكربون من الغلاف الجوي أو تخزنه، بما في ذلك إدارة الغابات والأراضي الزراعية، وإعادة الغطاء النباتي، مع عدم وجود سقف شامل لمقدار الائتمان الذي يمكن لبلد ما المطالبة فيه لأنشطة المصارف. يحدد الملحق زِد- في حالة إدارة الغابات- الحدود القصوى الخاصة بكل بلد من البلدان المدرجة في المرفق الأول، لذا يمكن إضافة حد أقصى قدره 13 مليون طن إلى اليابان (والتي تمثل حوالي 4% من انبعاثات سنة الأساس). يمكن للبلدان الحصول على ائتمان للزيادات في عزل الكربون فوق مستويات عام 1990 فقط، وذلك بما يتعلق بإدارة الأراضي الزراعية.
3.    الامتثال: أُجّل الإجراء النهائي بشأن إجراءات الامتثال وآلياتها التي من شأنها معالجة عدم الامتثال لأحكام الاتفاقية إلى مؤتمر الأطراف السابع، ولكنها تضمنت خطوط عريضة لعواقب الإخفاق في تحقيق أهداف الانبعاثات التي من شأنها أن تشمل مطلب «تعويض» النقص عند 1.3 طن إلى 1، وتعليق الحق في بيع أرصدة لتخفيضات الانبعاثات الفائضة، وخطة عمل الامتثال المطلوبة لأولئك الذين لا يحققون أهدافهم.
4.    التمويل: اتُفق على إنشاء ثلاثة صناديق جديدة لتقديم المساعدة للاحتياجات المرتبطة بالتغير المناخي: (1) صندوق التغير المناخي الذي يدعم سلسلة من التدابير المناخية. (2) صندوق لأقل البلدان نماءً لدعم برامج العمل الوطنية للتكيف. (3) صندوق للتكيف وفق اتفاقية كيوتو مدعوم بضريبة من آلية التنمية النظيفة ومساهمات طوعية.
استمرت المفاوضات على عدد من التفاصيل التشغيلية المصاحبة لهذه المقررات، وكانت تلك هي القضايا الرئيسية التي نظر فيها الاجتماع السابع لمؤتمر الأطراف اللاحق.

## 2017: COP 23/CMP 13
بون في ألمانيا وقد اختتم جلساته في 17 ديسمبر 2017

## COP 27: 2022شرم الشيخ،مصر
حصلت مصر على حق استضافة مؤتمر الأمم المتحدة السابع والعشرين لتغير المناخ COP27. كان من المقرر أصلاً عقد مؤتمر الأمم المتحدة السنوي للمناخ في منتجع شرم الشيخ في نوفمبر 2022. ومع ذلك ، تمت إعادة جدولة الحدث ليُعقد في الفترة ما بين 7 و 18 نوفمبر 2022 ، حيث تم نقل COP26 من 2020 إلى 2021 بسبب جائحة كوفيد -19.
بموجب COP27 ، ستثبت الدول الأعضاء تنفيذها للتعهدات التي تم التعهد بها بموجب اتفاقية باريس وتعهدات COP26. ومع ذلك ، فقد تعرض COP27 للتدقيق لاستضافته من قبل مصر. نشرت منظمة العفو الدولية بعض المطالب الرئيسية في تحليلها التفصيلي في مايو 2022 وشددت على الدول الحاضرة لاستخدام الحدث كوسيلة للضغط على مصر لإحداث تحسن ملموس في سجلها في مجال حقوق الإنسان. كما طالبت المنظمة غير الربحية بالمشاركة الآمنة والهادفة والفعالة للجهات الفاعلة في المجتمع المدني المصري وغير المصري من خلال تجنب قمع المعارضة السلمية والفضاء المدني. أفادت التقارير أن الفنادق في شرم الشيخ قد تعرقل مشاركة المجموعات الشعبية والناشطين في الحدث.
وبهذه المناسبة قدمت الخزانة العامة وإدارة سك العملة بوزارة المالية عملة فضية بقيمة 100 جنيه كعملة تذكارية.

## مؤتمر الأطراف 28: 2023 دبي ، الإمارات العربية المتحدة
سيعقد مؤتمر الأطراف الثامن والعشرون في دولة الإمارات العربية المتحدة. ستعقد القمة في مدينة إكسبو دبي في الفترة من 30 نوفمبر حتى 12 ديسمبر 2023.,
بدأت دولة الإمارات العربية المتحدة في العمل على الترويج لنفسها على أنها المستقبل ، واستضافت واستأجرت وكالات العلاقات العامة والضغط من أجل غسل سمعتها الدولية. ركزت طيران الإمارات على المهمة حتى قبل أن يبدأ مؤتمر COP 27 ، واستأجرت شركات علاقات عامة أمريكية مثل Akin Gump و Fleishman Hillard. تم نصح الأمة العربية بأن تستعيد باستمرار أنها ستستضيف COP28 وأن تشارك في COP 27.
في رسالة بعث بها إلى المبعوث الأمريكي للمناخ جون كيري ، حث 27 عضوا ديمقراطيا في الكونجرس الأمريكي الإمارات على سحب تعيينها سلطان أحمد الجابر رئيسا لمؤتمر الأطراف 28. وزعم المشرعون أن التعيين يعرض محادثات المناخ للخطر.
تلقى مسؤولون الأمم المتحدة رسالة من أكثر من 100 مشرع أمريكي وأعضاء في البرلمان الأوروبي، كانوا يطالبون بإقالة سلطان الجابر من منصب الرئيس المعين لمؤتمر COP28. عارض القادة الغربيون، بمن فيهم الرئيس الأمريكي جو بايدن ورئيسة المفوضية الأوروبية أورسولا فون دير لاين، تعيين الإمارات لجابر وأعربوا عن مخاوفهم بشأن كيفية ممارسة ملوثي القطاع الخاص "تأثيرًا غير مبرر " على عملية قمة المناخ. في مايو 2023، انتقد السناتور الأمريكي إد ماركي بشكل منفصل قرار عقد COP28 في الإمارات العربية المتحدة.,,
في يونيو 2023، اجتمعت الحكومات في بون- المانيا للتحضير لمؤتمر COP28. وسلطت منظمة هيومن رايتس ووتش الضوء على أن الإمارات العربية المتحدة لا تسمح بحرية التعبير، وأنها تقوم بإسكات المنتقدين بقوة. وقالت المنظمة إن الحكومات في بون يجب أن تستغل الفرصة لدفع السلطات الإماراتية لتخفيف "القبضة على الفضاء المدني ودعم الحقوق". وقالت إن على الأمم المتحدة والحكومات الأخرى مطالبة الإمارات بإنهاء اضطهاد المدافعين عن حقوق الإنسان مثل أحمد منصور. ومع ذلك، أعربت هيومن رايتس ووتش أيضًا عن مخاوفها من وجود خطر يتمثل في التزام المشاركين في COP28 بالصمت خوفًا من الانتقام.
دعت الإمارات العربية المتحدة بشار الأسد، الذي كان متورطا في مجموعة واسعة من جرائم الحرب، إلى COP28. زُعم أن الإمارات مستعدة لمساعدة الأسد في تحسين صورته. ارتكب الأسد جرائم واسعة النطاق ضد الإنسانية، وشرد ملايين الأشخاص وشن هجمات كيماوية مميتة. وقالت منظمة هيومن رايتس ووتش إنه من المشين أن يتم استخدام COP28 لإعادة تقديم الأسد في المجتمع الدولي، دون محاولة ضمان المساءلة عن انتهاكات حقوق الإنسان التي ارتكبها.
كشف تقرير يستند إلى وثائق مسربة من قبل الجارديان أن الإمارات أعدت قائمة شاملة تشير إلى" القضايا الحساسة "، بدءا من قضايا المناخ في الإمارات وانتهاكات حقوق الإنسان. تضمنت الوثيقة "رسائل استراتيجية" وافقت عليها الحكومة الإماراتية ، والتي كان من المقرر استخدامها كرد على وسائل الإعلام. وأكدت الوثيقة أن الدولة ستدافع عن فشل أدنوك في الكشف عن انبعاثاتها منذ عام 2016 بالقول إن "أدنوك تجري حاليا الدراسات اللازمة" وإلى جانب ذلك ، ذكرت الوثيقة أيضا أنه سيتم الرد على الأسئلة المتعلقة برئاسة سلطان الجابر ، مهنة الدكتور سلطان الكاملة (في مجال الطاقة والمناخ والدبلوماسية) تمنحه الخبرة اللازمة للمشاركة البناءة وتعطيل وتوحيد القطاعات اللازمة لتحقيق عمل هادف.
صرح مدير دار الصحافة التابعة للكرسي الرسولي ماتيو برون عن حضور البابا فرنسيس مؤتمر المناخ COP28 الذي تستضيفه دولة الإمارات.
استأجرت الإمارات شركة علاقات عامة مقرها الولايات المتحدة ، فيرست إنترناشيونال ريسورسز (للموارد الدولية)، "لمواجهة جميع التقارير الصحفية والإعلامية السلبية" حول الدولة الخليجية كمضيف لـ "كوب28". وجاء الاتفاق في أعقاب الانتقادات السلبية لقرار الإمارات تعيين سلطان الجابر رئيسا لمؤتمر الأطراف كوب 28 كما أن في 4 أغسطس 2023 ، سجلت الشركة تحت (فارا) لتمثيل مصدر. وفقا للإيداعات ، كان من المفترض أن تسعى شركة العلاقات العامة إلى "تعزيز المواقف بين صانعي القرار في واشنطن العاصمة وفي جميع أنحاء أوروبا فيما يتعلق بالقيمة الاستراتيجية لدولة الإمارات العربية المتحدة في الكفاح العالمي لمعالجة تغير المناخ". كان على دولة الإمارات العربية المتحدة أن تدفع لشركة فيرست للموارد الدولية رسوم التجنيب الشهرية من $100,000 وقال جيمي هين ، مؤسس ومدير شركة فوسيل فري ميديا ، إن هذا المبلغ لا يدفع لشركة علاقات عامة "عندما تكون واثقا من صورتك العامة". وقال إن الكثير ينفق "عندما تريد أن تدور الجمهور لتصديق المستحيل"، الذي كانت الإمارات العربية المتحدة والجابر ملتزمتين حقا بالانتقال بعيدا عن الوقود الأحفوري.
وفي نوفمبر 2023 أعلنت رئاسة مؤتمر الأطراف COP28 إطلاق تطبيق للهواتف المتحركة، يهدف إلى تسهيل تجربة المشاركين والزوار خلال فترة المؤتمر الذي يقام في مدينة إكسبو دبي، في الفترة من 30 نوفمبر الجاري إلى 12 ديسمبر المقبل.وفي 28 نوفمبر أعلن البيت الأبيض، الأربعاء، أن نائبة الرئيس الأميركي كامالا هاريس ستشارك في مؤتمر الأمم المتحدة للمناخ (كوب28) الذي تستضيفه دولة الإمارات هذا الأسبوع.وأعلن الشيخ محمد بن زايد آل نهيان رئيس دولة الإمارات العربية المتحدة، إنشاء صندوق بقيمة 30 مليار دولار للحلول المناخية على مستوى العالم والذي صمم لسد فجوة التمويل المناخي وتيسير الحصول عليه بتكلفة مناسبة.. ويهدف إلى تحفيز جمع واستثمار 250 مليار دولار بحلول عام 2030وجاء الإعلان خلال الكلمة الافتتاحية للشيخ محمد بن زايد، خلال أعمال "القمة العالمية للعمل المناخي" التي تعقد ضمن مؤتمر الأطراف في اتفاقية الأمم المتحدة الإطارية بشأن تغير المناخ " COP28" في مدينة إكسبو دبي.

## اقرأ أيضا
- الهيئة الحكومية الدولية المعنية بتغير المناخ